# Palasamudram
Palasamudram là một mandal thuộc huyện Chittoor, bang Andhra Pradesh.